# Каркас південний
Каркас південний (Celtis australis) — вид квіткових рослин родини коноплевих (Cannabaceae).

## Поширення
Це листяне дерево виростає в Південній Європі, Північній Африці та Малій Азії. Надає перевагу легким добре дренованим (піщаним) і середнім (суглинним) ґрунтам, в тому числі поживно бідним; може терпіти посуху. Середземноморський клімат особливо підходить для рослини. Його часто саджають як декоративне, оскільки стійке до забруднення повітря і довго живе.

## Опис
Має пряме стебло до 25 м заввишки і 60 см діаметром. Кора блакитно-сіра, гладка або з горизонтальними зморшками у старості. Гілки гладкі й зеленувато-сірі. Листки чергові, від косо-яйцеподібних до ланцетних, 7-13 см завдовжки і 3-7 см завширшки. Квітки дрібні, зеленуваті. Плоди ягодоподібні кісточкові, від яйцеподібних або циліндричних, довжиною 6-12 мм, жовті, потім фіолетові або чорні, м'ясисті з однією білою насіниною. Плоди цього дерева солодкі та їстівні, й можуть бути з'їдені сирими або приготованими.

## Галерея

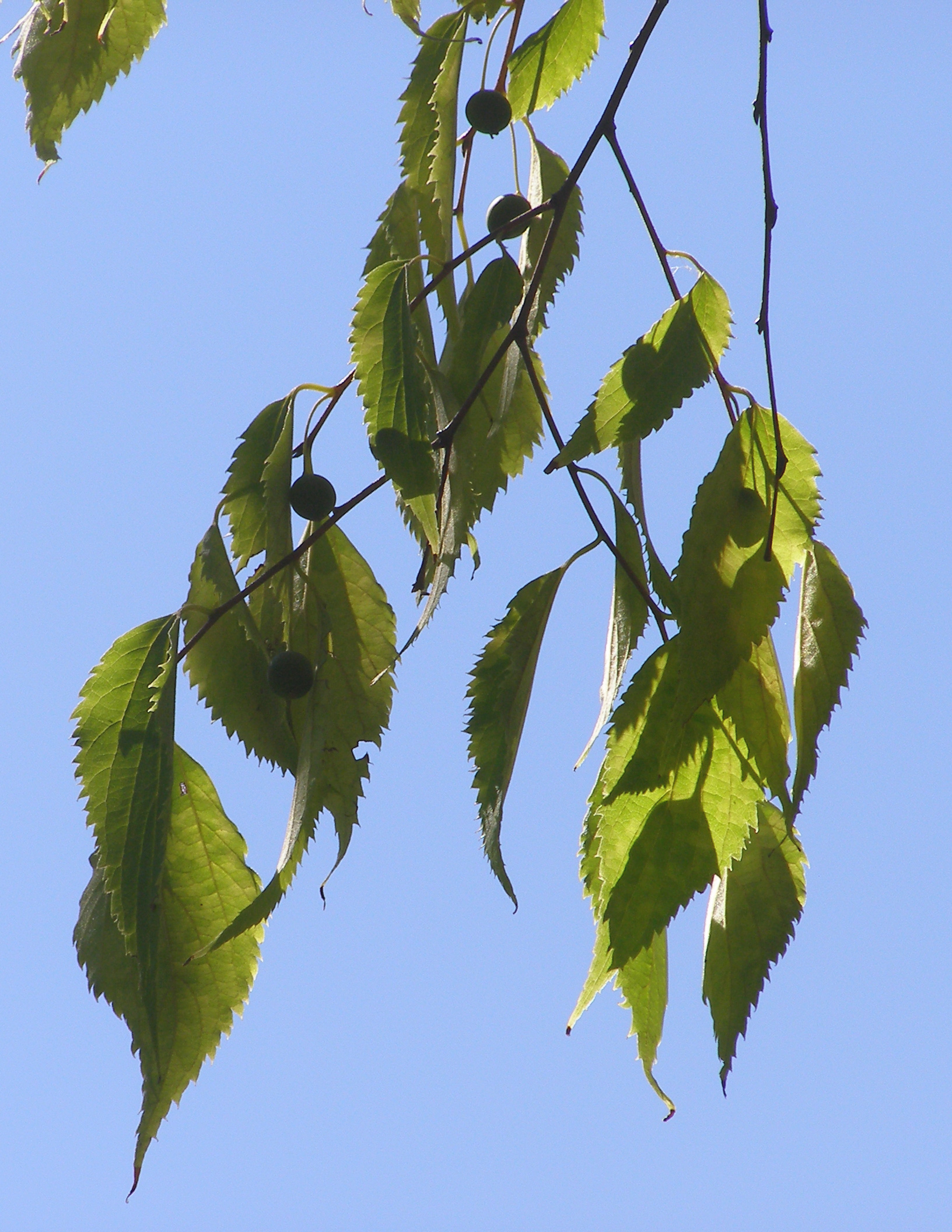
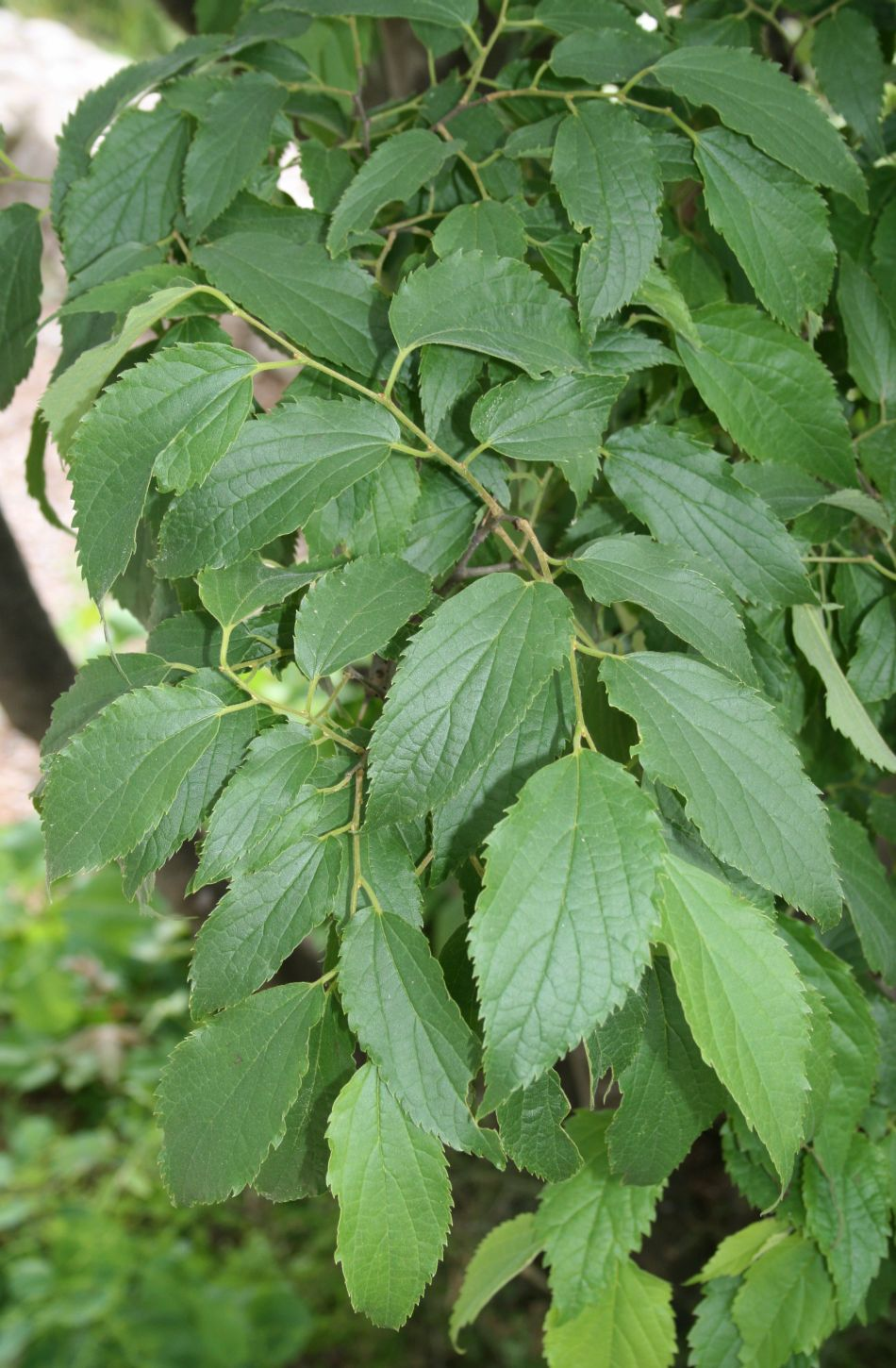
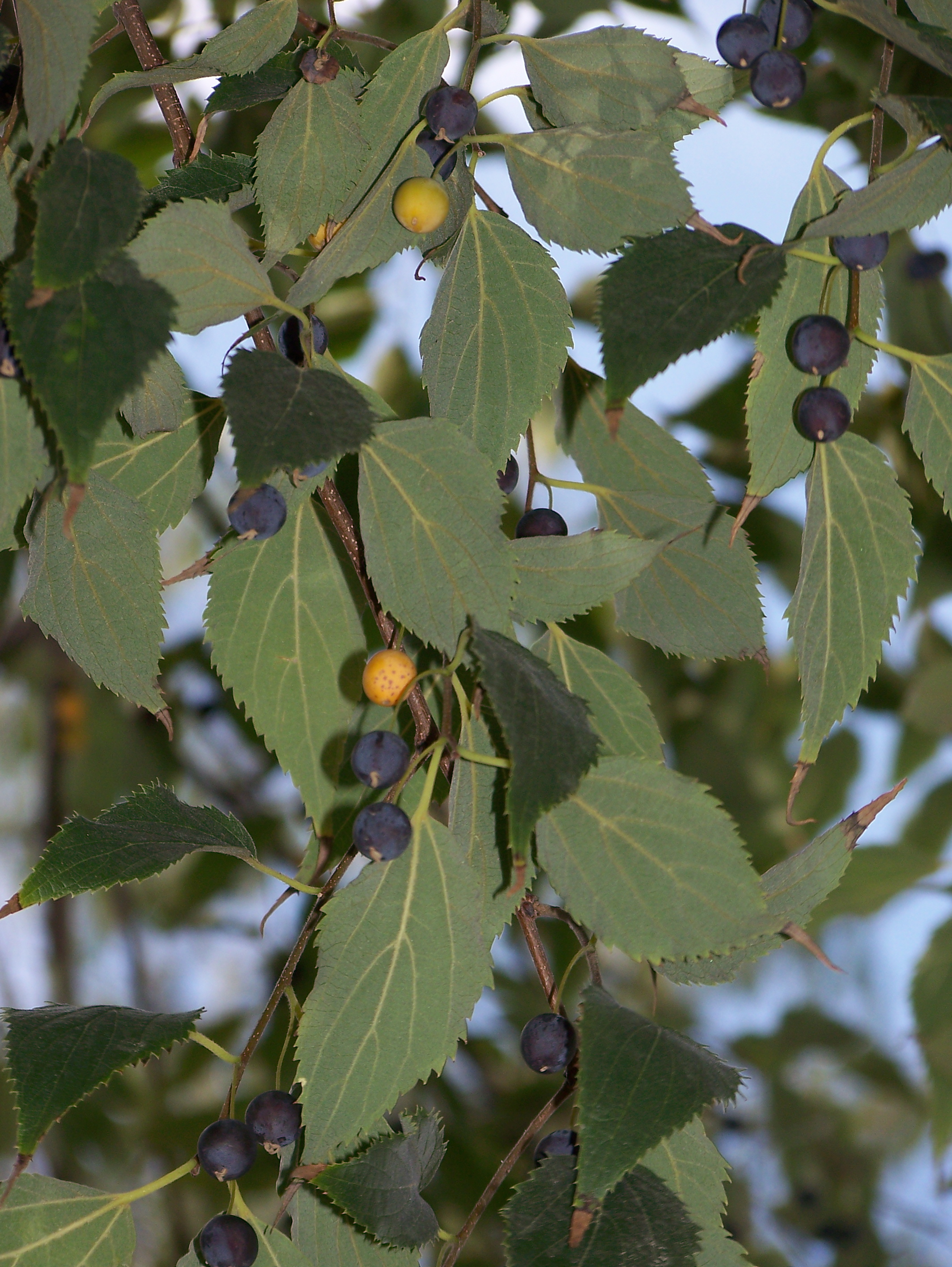
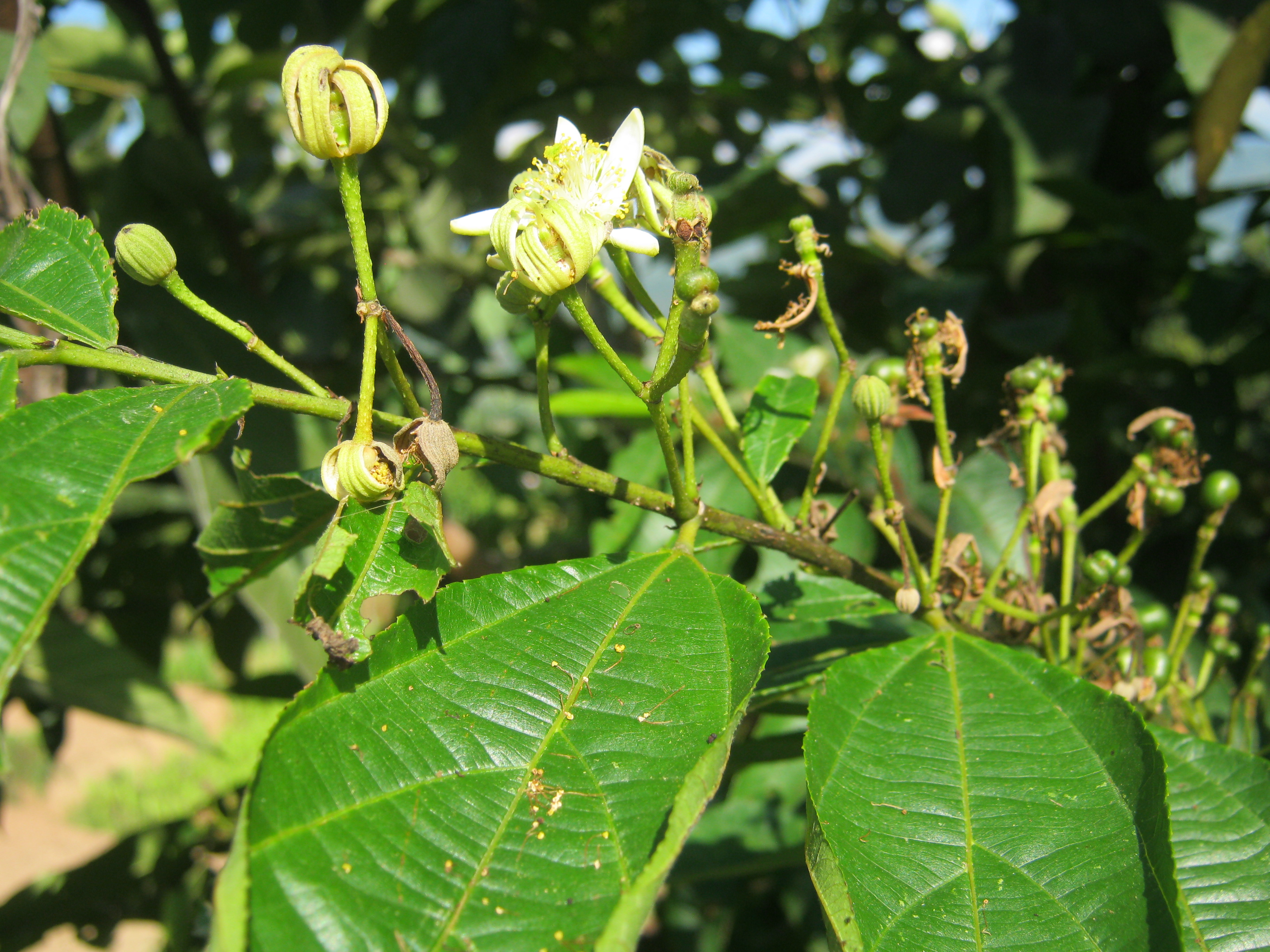
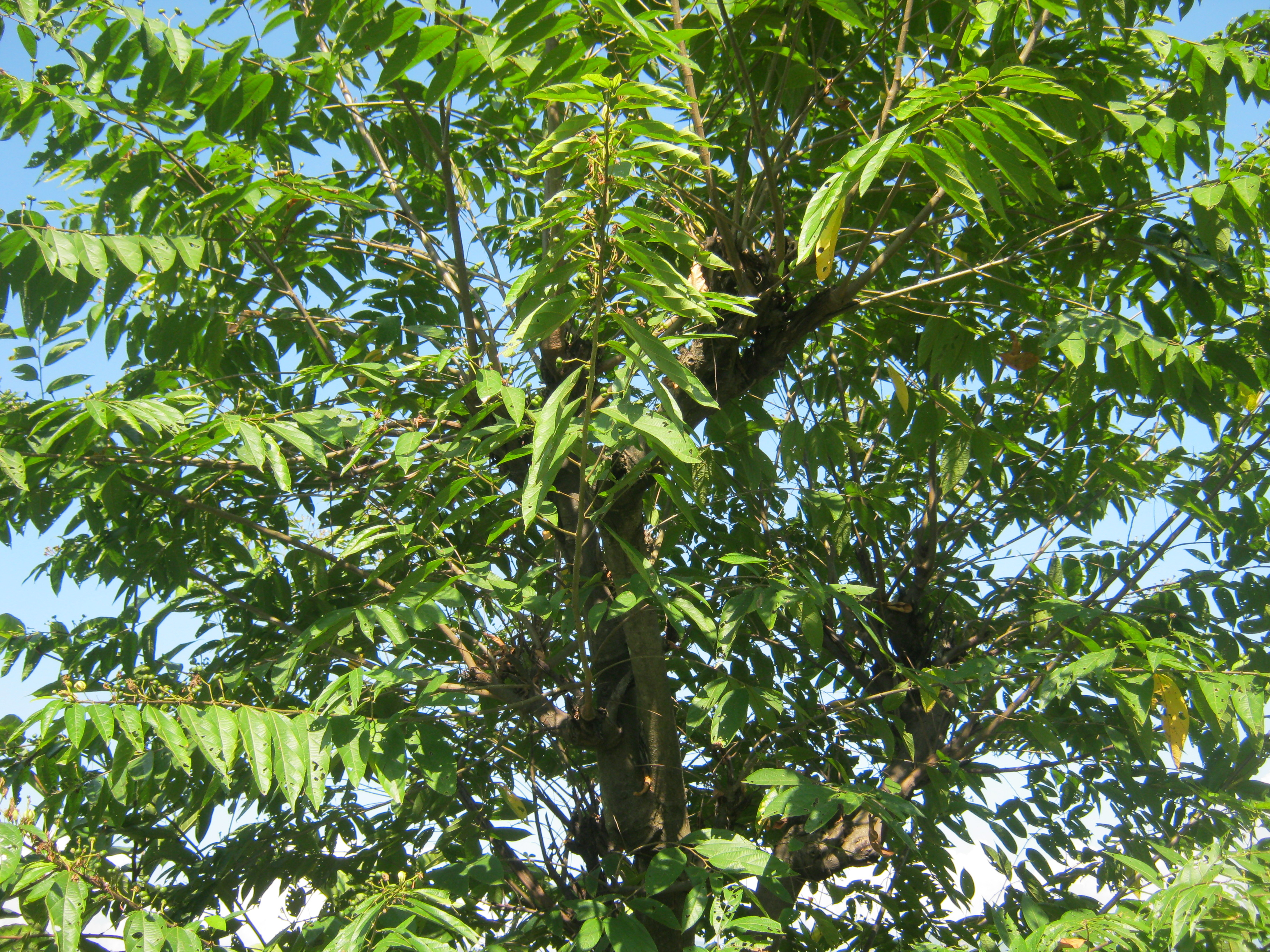
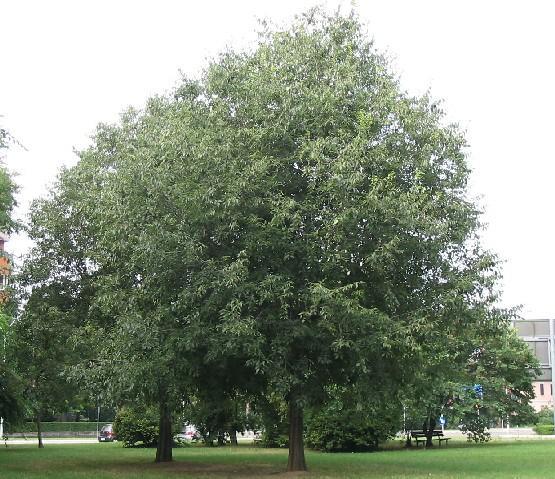
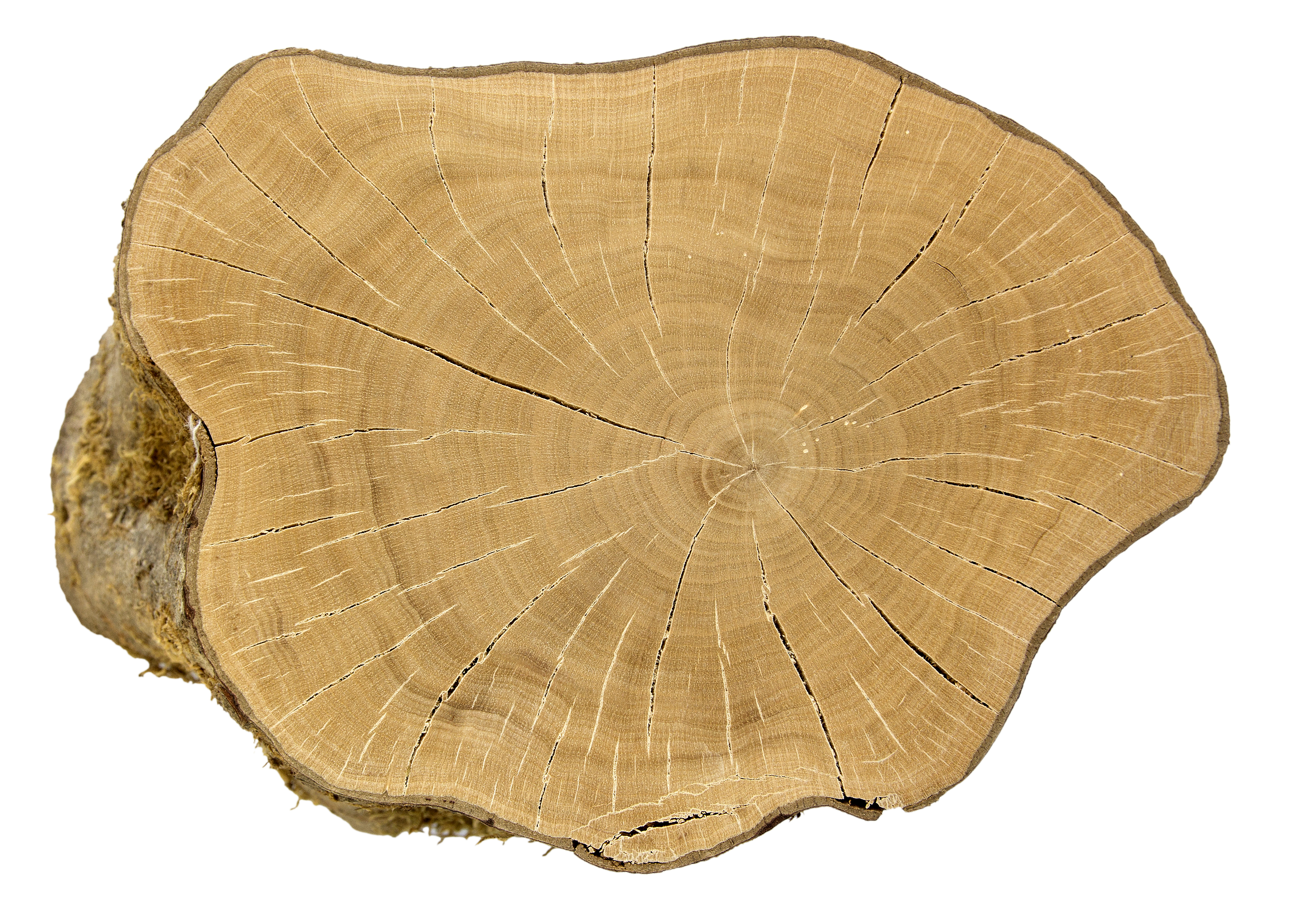
Celtis australis - Тулузький музей